# 3D busz (Salgótarján)
A salgótarjáni 3D jelzésű autóbuszok az Északi forduló és Déli decentrum között közlekedtek.

## Története
A Déli decentrum 1988-ban került átadásra. A terv az volt, hogy az addig a belvárosban végállomásozó helyi járati autóbuszok végállomása átkerül a Déli decentrumba, ugyanis a 21-es főút újonnan épülő városközpontot tehermentesítő szakasza útban volt az addigi helyi járati autóbusz-állomásnak. Az új forduló 1988.október 1-jén elkészült, de kevés járat használta.
A 3D mellett a megrövdített 3-as, és 3B, és az újonnan bevezetett 4B és 37-es busz indult a Déli decentrumból.
Valószínűleg az 1997-es hálózat-átalakításkor szűnt meg.

## Útvonala
| Déli decentrum felé:                                                                | Északi forduló felé:                                                                |
| ----------------------------------------------------------------------------------- | ----------------------------------------------------------------------------------- |
| Északi forduló – Karancs út – Alkotmány út – Bem utca – Rákóczi út – Déli decentrum | Déli decentrum – Rákóczi út – Bem utca – Alkotmány út – Karancs út – Északi forduló |

## Megállóhelyei
| 3D (Északi forduló – Déli decentrum) |                                                      |     | |
| sz.                                  | Megállóhely                                          | sz. | Feltételezett átszállási kapcsolatok a járat megszűnésekor                                           |
| 0                                    | Északi forduló végállomás                            | 6   | 1, 1A, 1B, 2, 2A, 2T, 3A, 3C, 3E, 3G, 4, 5, 6, 7, 7A, 8, 9, 9A, 9B, 9C, 10, 11, 11A, 11B Salgótarján |
| ∫                                    | Bem út                                               | 5   | 2, 2A, 2T, 3A, 3E, 3G, 4, 9, 9A, 9B, 9C, 10, 13, 13A, 14, 36, 37, 63                                 |
| 1                                    | Megyeháza korábban:Megyei Tanács                     | 4   | 2, 2A, 2T, 3A, 3E, 3G, 4, 9, 9A, 9B, 9C, 10, 13, 13A, 14, 36, 37, 63                                 |
| 2                                    | Tűzhelygyár korábban:Tűzhelygyári kultúrotthon       | 3   | 3A, 3E, 3Y, 4, 9, 9A, 9B, 9C, 10, 13, 13A, 14, 36, 37, 70                                            |
| 3                                    | Tűzhelygyár alsó                                     | 2   | 3A, 3E, 3Y, 4, 9, 9A, 9B, 9C, 10, 13, 13A, 14, 36, 37, 70                                            |
| 4                                    | Külső pályaudvar bejárati út                         | 1   | 3, 3A, 3B, 3E, 3Y, 4, 4B, 9, 9A, 9B, 9C, 10, 13, 13A, 14, 36, 37, 70 Salgótarján-külső               |
| 5                                    | Déli decentrum ma: Helyi autóbusz-állomás végállomás | 0   | 3, 3B, 4B, 37 Salgótarján-külső                                                                      |